# Eduard Baixauli Morales
Eduard Baixauli Morales (Aranjuez, Madrid, 1913 – Tarragona, 1998) fou un jutge i musicòleg espanyol. Fou fundador de l'Institut Musical de Tarragona el 1939.